# Bitsu
Bitsu, anciennement stylisé Bit$u, de son nom civil Imrane Bitsutsu-Gielessen est un rappeur français né le 25 juin 1999 en France,.

## Biographie

### Enfance
Plus jeune enfant de sa famille, Imrane Bitsutsu-Gielessen s'initie à la musique à travers l'influence de ses quatre frères aînés, explorant des genres tels que le rock, le jazz et le rap américain.

### Carrière
Il se démarque notamment pour sa polyvalence artistique en tant que rappeur, compositeur, peintre, designer et dessinateur.
En tant qu'artiste avant-gardiste et membre du collectif Way Botto avec qui il sort la mixtape Hoverboard, il devient une figure de la plateforme Soundcloud francophone depuis la révélation de son premier projet, No More Lemon, en 2017, et suivi par LEMONdE en 2018.
En 2021, il sort le projet We Up Next et annonce l’album South Ciety.

## Discographie

### Albums & Eps
- 2017 : No More Lemon
- 2018 : LEMONdE
- 2020 : 1NuitavecBitsu
- 2021 : We Up Next